# 段宗仲
段容，字宗仲（？—？年），益州廣漢人，蜀漢後期至西晉初期官員，官至雲南、建寧太守。

## 生平
段容為常忌之友，為廣漢人，和常忌都有學問和品行，在蜀漢為官時官位常和常忌相等。蜀漢炎興元年(西元263年)曹魏滅蜀漢後，新任益州刺史袁邵聘請他做主簿，和常忌處理當地事務，晉文帝司馬昭非常看重他的才幹。晉朝建立後之後梁州刺史聘請他做別駕從事一職，後官至雲南、建寧太守。